# Ballencrieff Castle

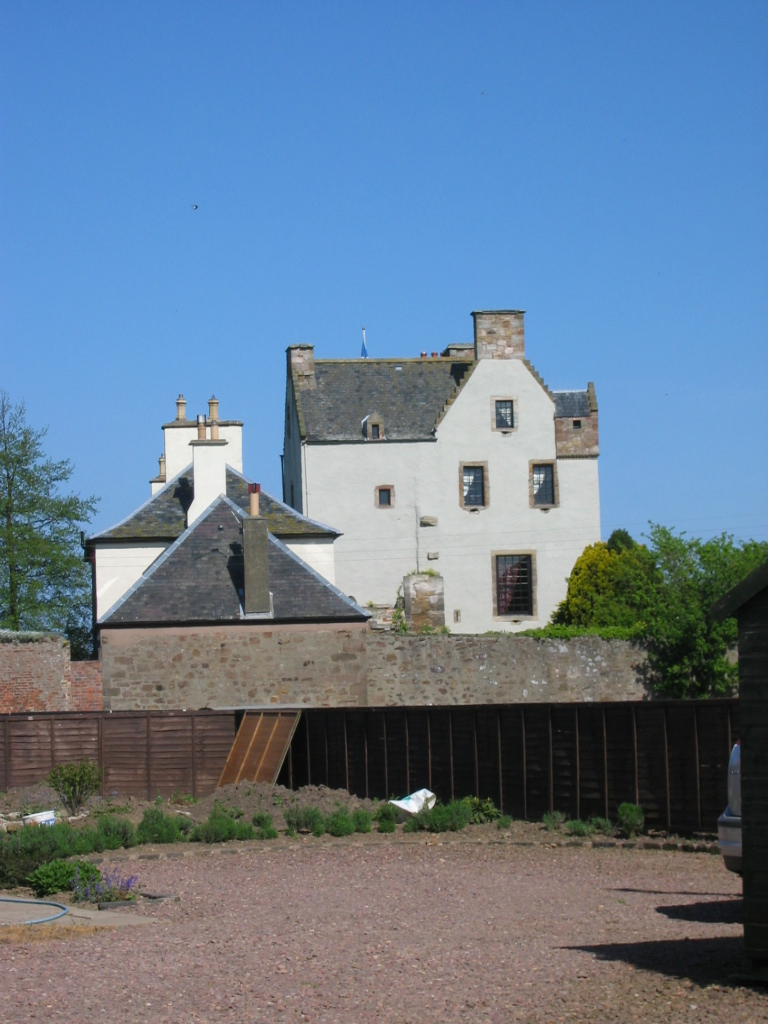
Ballencrieff Castle von Westen

Ballencrieff Castle, auch Ballencrieff House, ist ein großer Wohnturm in der Gemeinde Ballencrieff, etwa fünf Kilometer nordwestlich von Haddington und etwa 1,5 km südlich von Aberlady in der schottischen Council Area East Lothian.

## Geschichte
Der Turm wurde 1507 errichtet, als König Jakob IV. seinen Privatsekretär James Murray damit beauftragte, ein festes Haus in Ballencrieff errichten zu lassen. Bereits 1545 wurde er zerstört und 1586 ließ ihn Murrays Sohn, ebenfalls James Murray, wieder aufbauen.
General James Murray, ein Gouverneur von Kanada, wurde hier 1721 geboren.
Bei einem Brand wurde der Turm 1868 erneut zerstört und stand ohne Dach da, bis er 1992–1997 restauriert wurde. Heute ist er in privater Hand und liegt in der Nähe eines Bauernhofes, wo seltene Schweinerassen im Freiland gehalten werden.

## Architektur

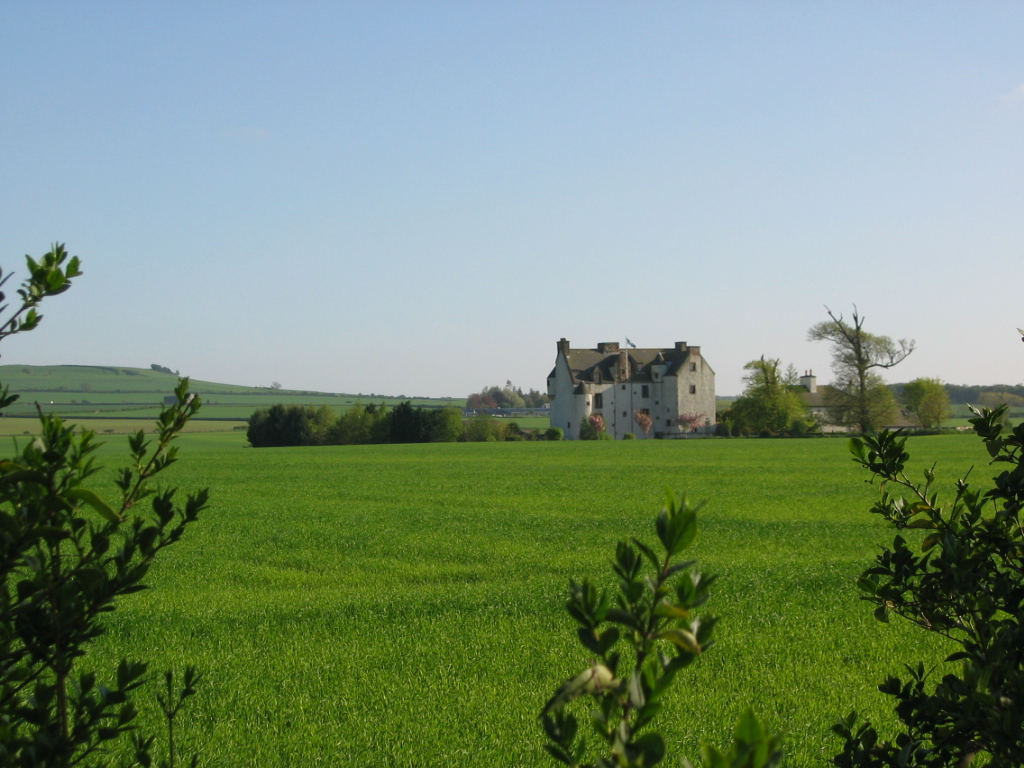
Ballencrieff Castle von Norden

Der Turm mit dem Grundriss eines langgezogenen Rechtecks hat drei Stockwerke, wovon eines der Gewölbekeller ist. Die Nordfassade ist nahezu symmetrisch. Der hohe, schmale Südostflügel besitzt Stufengiebel. Diesen Wohnturm hat Historic Scotland zusammen mit dem eingefriedeten Garten und dem Pavillon als historisches Bauwerk der Kategorie B gelistet.
Während der Restaurierungsarbeiten entdeckte man die Schießscharten und Teile der hölzernen Fensterrahmen in den Ruinen. Die Überreste von zwei Stuckdecken aus dem 17. Jahrhundert und eines schön gestalteten offenen Kamins wurden im 1. Obergeschoss gefunden.